# Malberg (Maastricht)
Malberg is een naoorlogse woonwijk in het westen van de Nederlandse stad Maastricht. Het is tevens een van de 44 officiële buurten binnen de gemeente Maastricht.

## Ligging en verkeer
Malberg ligt op een geaccidenteerd terrein tussen de Dousberg en de Caberg. Aan de noordwestzijde ligt het Zouwdal, een droogdal tussen de dorpen Oud-Caberg en Veldwezelt, dat direct grenst aan het op Belgisch grondgebied gelegen Albertkanaal.
Malberg is een van de tien buurten van de wijk Maastricht-West. Het wordt begrensd door de buurten Oud-Caberg in het noordoosten, Malpertuis in het zuidoosten en Dousberg-Hazendans in het zuiden. In het westen ligt de Belgische grens en het dorp Veldwezelt, een deelgemeente van de gemeente Lanaken.
De Via Regia is de belangrijkste uitvalsweg richting België en tevens de belangrijkste verbindingsweg met het centrum van Maastricht. Andere belangrijke verkeerswegen zijn de Malbergsingel en de Schepelruwe. Het Malbergplein is het centrale plein van de woonwijk.

## Geschiedenis
De naam Malberg is afgeleid van een oud woord voor een plaats waar onder het Germaans recht rechtszittingen werden gehouden.

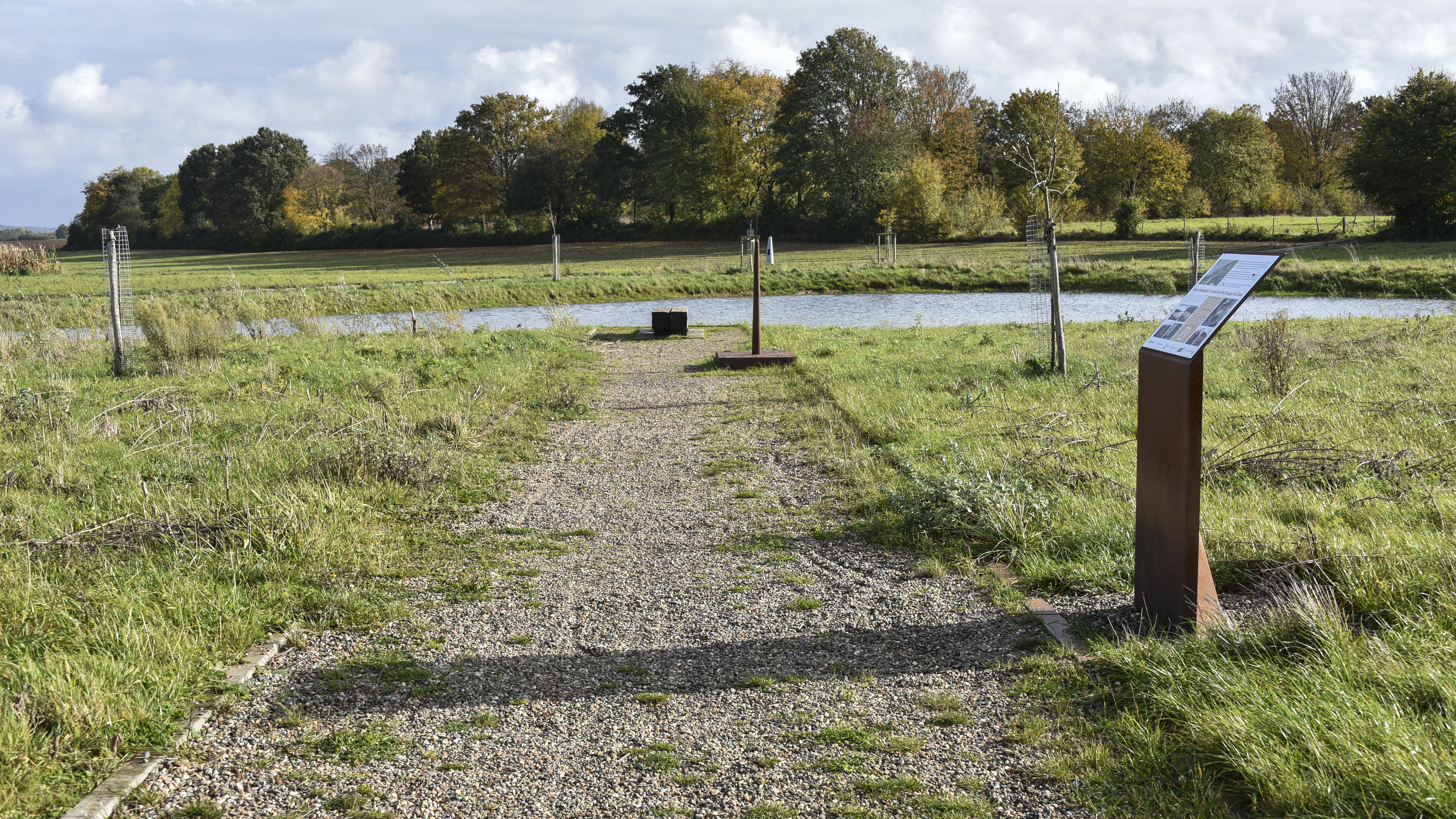
Informatiepunt Fort aan de Zouw

In 2017 werden bij een archeologische opgraving nabij het Belgische Veldwezelt, enkele tientallen meters over de grens bij Malberg, restanten van een grote karolingische versterking aangetroffen, die daarna Fort aan de Zouw is genoemd. De opgraving bestond uit overblijfselen van fortwallen en grachten met een opgegraven lengte van 155 meter. Het verloop van de wallen en grachten maakt duidelijk dat het fort zich aan de Nederlandse kant van de landsgrens moet voortzetten. Eventuele resten van het noordwestelijk deel van het Fort aan de Zouw liggen dus in Malberg, waar tot op heden nog geen opgraving heeft plaatsgevonden.
Tot begin jaren 1960 bestond het gebied waar nu Malberg ligt uit landerijen, die merendeels bewerkt werden door boeren uit het nabije Oud-Caberg, toen nog gewoon Caberg geheten. Dit dorp is waarschijnlijk ontstaan tijdens de ontginningen in de Late Middeleeuwen. De eerste vermelding van Caberg stamt uit de dertiende eeuw. Tot 1794 behoorde Caberg en omgeving tot de vrije rijksheerlijkheid Pietersheim. Na de komst van de Fransen werden Caberg en omgeving ingedeeld bij de gemeente Lanaken. Bij de definitieve splitsing van Nederland en België in 1839 werd het gebied opgenomen in de Nederlandse gemeente Oud-Vroenhoven. Deze gemeente werd op 1 januari 1920 door Maastricht geannexeerd. De eerste tientallen jaren na de annexatie gebeurde er weinig, maar omstreeks 1960 werden de eerste uitbreidingsplannen gepresenteerd, waarbij het gebied ten westen van het dorp Caberg zou worden bebouwd.
De bouw van de woonwijk Malberg, oorspronkelijk bedoeld voor 9.000 inwoners, vond plaats tussen 1964 en 1970 volgens een plan van de stedebouwkundige H.H. van der Wusten. Deze volgde daarbij de door de socioloog J.J.J. van de Venne (1914-1977), de toenmalige directeur openbare werken, gepropageerde 'wijkgedachte' of 'parochiefilosofie', zoals neergelegd in het uitbreidingsplan van 1954 en het ruimtelijk ontwikkelingsplan van 1962. De wijkgedachte hield in dat een nieuwbouwwijk qua omvang en qua voorzieningen moest functioneren als een parochie, dat wil zeggen: de parochiekerk in het midden, daaromheen het parochiehuis/buurthuis, verenigingsgebouwen, winkels en andere voorzieningen, daaromheen wijken voor arbeiders en ambtenaren en aan de randen daarvan recreatiegebieden. In sommige gevallen kwamen er ook woonbuurten voor welgestelden of voor asocialen ('woonscholen'). In Malberg waren 552 woningen bestemd voor "probleemgezinnen", grotendeels afkomstig uit het te saneren Boschstraatkwartier, waarvan twintig woningen gereserveerd waren voor gezinnen met "geringe positieve therapeutische indicatie". Volgens de woonschoolfilosofie zou de menging van bewoners op den duur leiden tot meer sociaal aangepast gedrag. Zoals in de meeste naoorlogse wijken in Maastricht bestond het overgrote deel van de woningvoorraad in Malberg uit huurwoningen.
Malberg was oorspronkelijk opgezet als een viervoudige wijk, opgedeeld in vier kwadranten. In elk kwadrant was 20% van de woningvoorraad bedoeld voor probleemgezinnen uit de saneringswijken. Omdat de wijk te groot werd geacht om als één parochie te functioneren, zouden er oorspronkelijk vier kleine centra komen met in elk kwadrant een kerkelijke voorziening en een centrum voor sociale zorg. Door de snel om zich heen grijpende ontkerkelijking in de jaren 1960 en door het beperkte budget is er uiteindelijk toch slechts één parochiekerk en buurtcentrum voor heel Malberg gerealiseerd.
De oorspronkelijke indeling in kwadranten is nog altijd herkenbaar in de straatnamen. In het zuidwestelijke kwadrant zijn de straten genoemd naar maten en gewichten (Elruwe, Bunderruwe). Het noordwestelijke kwadrant heeft straten genoemd naar oude wapens (Ponjaardruwe, Musketruwe). Het noordoostelijke kwadrant heeft straatnamen waarin historische rechtstermen gebruikt zijn (Toustruwe, Leenhofruwe). De straten in het zuidoostelijke kwadrant zijn genoemd naar oude munten (Schellingruwe, Daaldersruwe). In heel Malberg is gekozen voor het middeleeuwse achtervoegsel ‘ruwe’, afgeleid van het Franse rue.

## Voorzieningen, sport en recreatie
De buurt heeft een aantal basisvoorzieningen. Zo is er een recent vernieuwd winkelcentrum met onder andere twee supermarkten, een huisartsenpraktijk, tandarts en apotheek, scholen, een buurthuis ("'t Ruweel") en een rooms-katholieke parochiekerk ("De Vier Evangelisten"; aanvankelijk bediend door paters franciscanen). Het nieuwe Centre Manjefiek Malberg biedt vanaf 2012 onderdak aan een compleet 'kindcentrum' voor ouders met jonge kinderen, met peuterspeelzaal SamSam, basisschool Manjefiek (in 2014 voortgekomen uit een fusie van Basisschool Markus en Het Palet), kinderopvang, het Centrum voor Jeugd en Gezin Maastricht en de maatschappelijk werkorganisatie Trajekt. In het Centre Manjefiek is tevens een bibliotheeksteunpunt en een Servicepunt Werk & Bemiddeling gevestigd. Aan de Florijnruwe ligt het Bedrijvencentrum Malberg, bedoeld voor startende bedrijven. De buurt is per openbaar vervoer (Arriva-stadsbussen) goed bereikbaar.
Malberg ligt in een groene omgeving aan de rand van Maastricht en biedt om die reden legio recreatiemogelijkheden. Aan de noordwestrand ligt het Zouwdal, een ecologisch belangrijk natuurgebied. De Groene Wig aan de Schildruwe verbindt het centrum van de buurt met het Zouwdal. Een deel van het park is met hulp van Malbergse schoolkinderen ingericht als speelplek met brede bermen, hoogteverschillen, een bloemrijk grasland en een verdiept multifunctioneel sportveld, waar kinderen kunnen sporten, spelen en leren in de natuur.
Het opgewaardeerde Sportpark West ligt in de zuidwestrand van de buurt en maakt thans onderdeel uit van het Van de Vennepark. Er is onder andere een groot multifunctioneel verlicht kunstgrasveld, een verlicht kunstgrasvoetbalveld, vier natuurgrasvoetbalvelden, een honk- en softbalveld, twaalf verlichte jeu de boules banen en een verlichte rondbaan van 600 meter. Sportpark West is de thuishaven van vijf Maastrichtse sportverenigingen: RKVVL/Polaris (voetbal), MMRC (rugby), HSCM (honk- en softbal), Maastricht Lacrosse (lacrosse) en Maastricht Gaels (Gaelic football). Voetbalvereniging VV SCM, in 2013 ontstaan door fusie van VV Standaard en SC Caberg, heeft haar eigen sportfaciliteiten aan de Toustruwe. Ten zuiden van Malberg ligt de Dousberg met onder andere een golfbaan, een skibaan en tennis- en squashbanen. Het zwembad Dousberg is in 2013 gesloten.
Andere verenigingen in Malberg zijn: carnavalsvereniging 'De Mallebergers', majorettegroep Malberg, zate hermenie 'Naat & Druug', bateriagroep 'Secos E Molhados', countryclub 'Dancing Dizzy Chicks Malberg', Eerste Maastrichtse Accordeonvereniging 'Scala', zanggroep 'Malmontagne', toneelgroep 'Malberg Op De Planken', expressiegroep Malberg, bridgeclub 'Servaes', mannentrimgroep Malberg, damesgymclub Malberg en volkstuindervereniging 'Maastricht'.

## Stedenbouw en architectuur
In 1963 werd het bestemmingsplan voor de nieuwe woonwijk Malberg vastgesteld. Het bouwprogramma bestond uit 2296 woningen, in series van 10 soorten. Behalve de genoemde differentiatie in arbeiderswoningen, middenstandswoningen en woningen voor beter gesitueerden, diende volgens Van de Venne een evenwichtige geleding te worden aangebracht tussen eengezinswoningen (65%), middelhoge bouw (30%) en hoogbouw (5%). Het bestemmingsplan voor Malberg werd uitgewerkt door de architecten Piet Dingemans (624 winkel- en galerijflats - grotendeels gesloopt - en 168 eengezinswoningen), Gerard Snelder (240 portiek-etagewoningen en 256 patiowoningen), Jos Muré (144 portiek-etagewoningen, 92 bejaardenwoningen en 552 eengezinswoningen) en J.A.M. Kurvers. In 1964 werd de eerste steen gelegd en in 1969 werden de laatste woningen opgeleverd. De Vier Evangelistenkerk dateert uit 1967-68 en is ontworpen door Pieter Koene. Het gebouw is een gemeentelijk monument.
Na ruim 50 jaar was de buurt toe aan een opwaardering. Het in ontwikkeling zijnde gemeentelijke project Manjefiek Malberg voorziet ook in de komende jaren nog in nieuwe investeringen in Malberg (totaal circa 200 miljoen euro). In grote delen van de buurt heeft reeds sloop en nieuwbouw plaatsgevonden. Ook het winkelcentrum is geheel vernieuwd, evenals het bejaardenverzorgingstehuis Scharwyerveld aan de zuidoostrand van Malberg.
Aan de Via Regia en in het verlengde van de Arkebusruwe, Floretruwe en Schildruwe staan vier gietijzeren grenspalen (nrs. 91 t/m 94) uit 1843, die gezamenlijk een gemeentelijk monument vormen. De twee eerstgenoemde palen gaan vergezeld van hardstenen grensmarkeringen; bij de Via Regia aan beide kanten van de weg (91a en b, 92a). In het verlengde van de Kleineweg staat een monument en informatiebord met betrekking tot het Fort aan de Zouw, dat zich op deze locatie aan beide zijden van de grens uitstrekte.

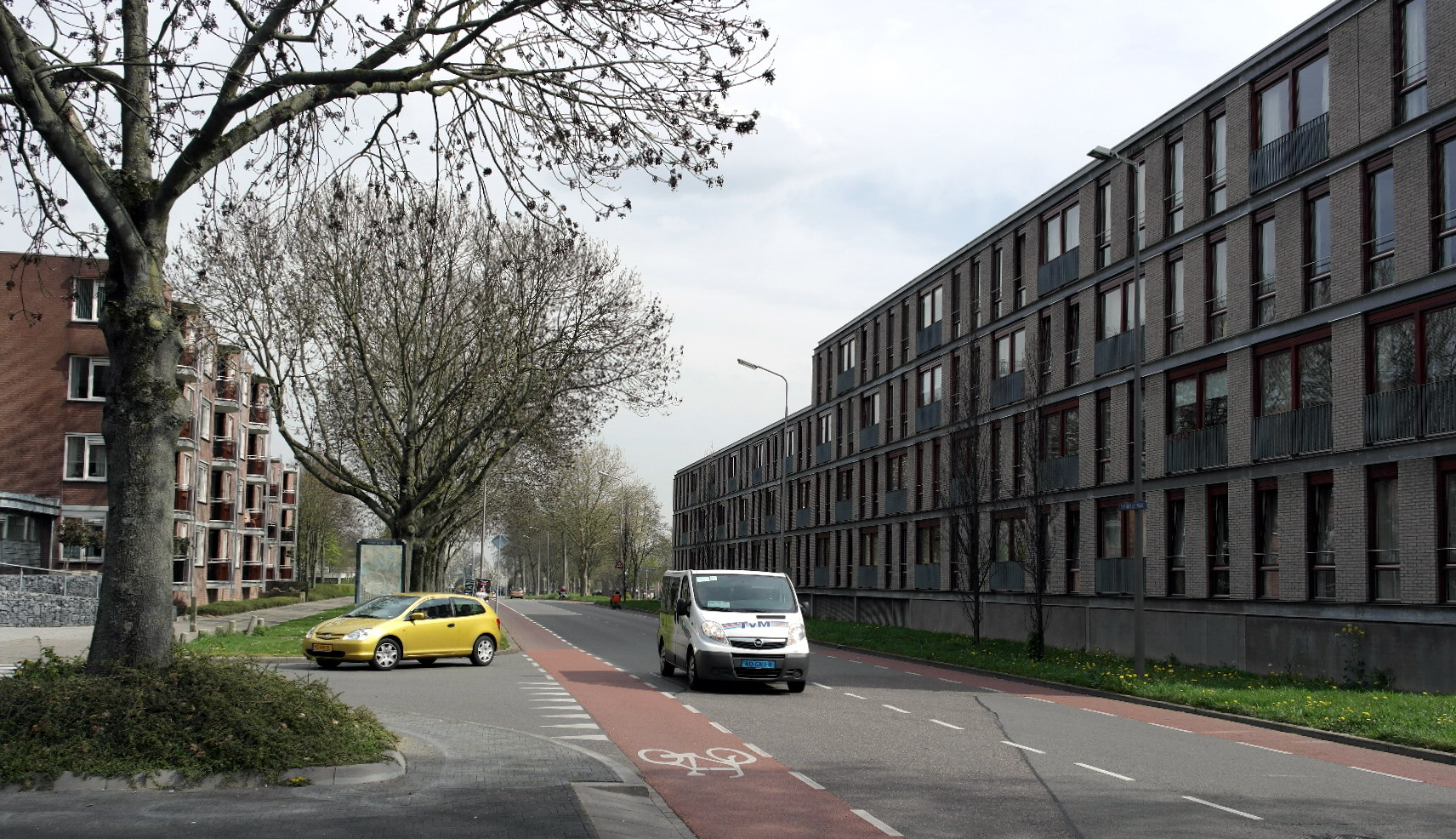
Oude en nieuwe flats
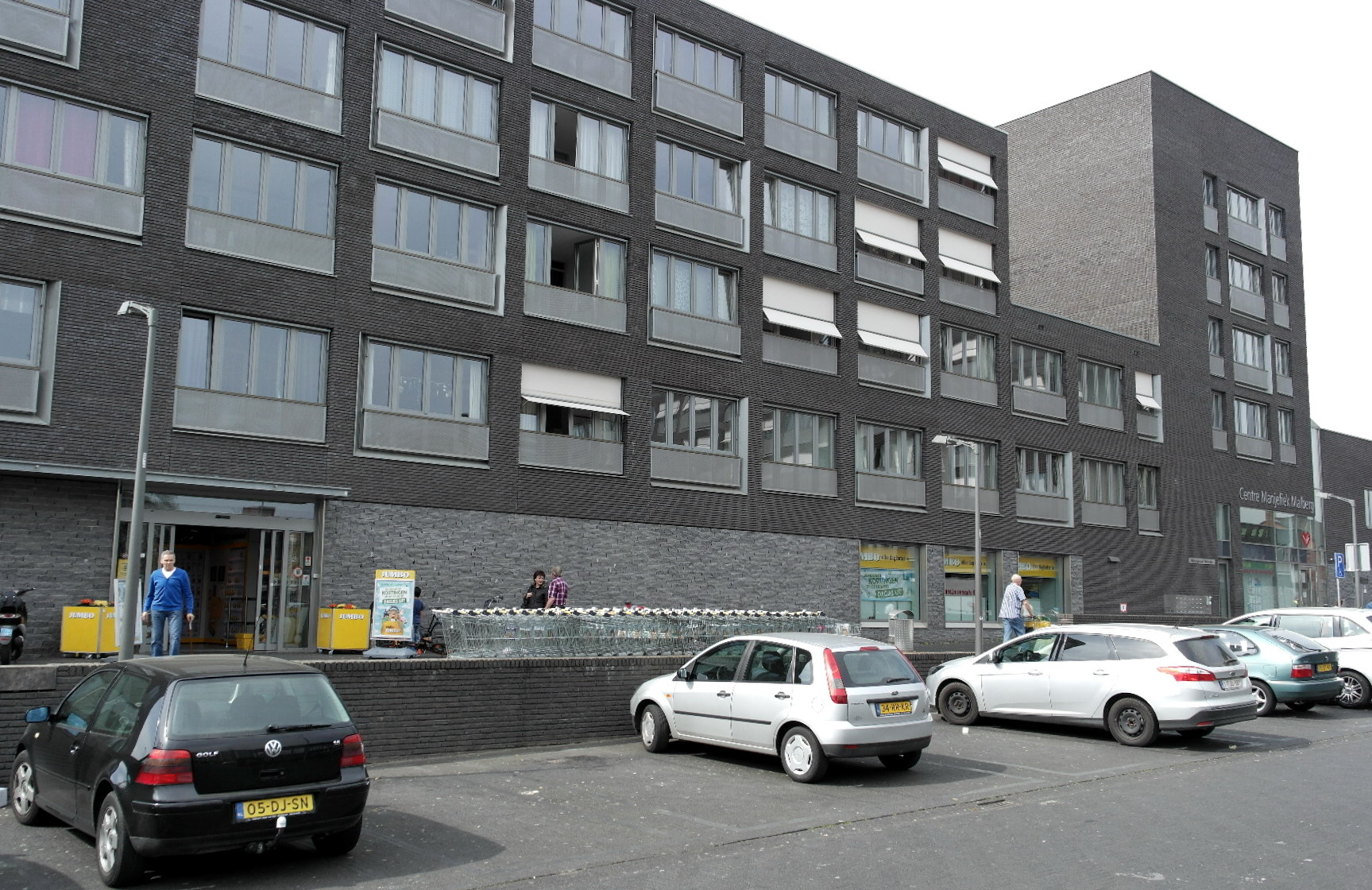
Vernieuwd winkelcentrum
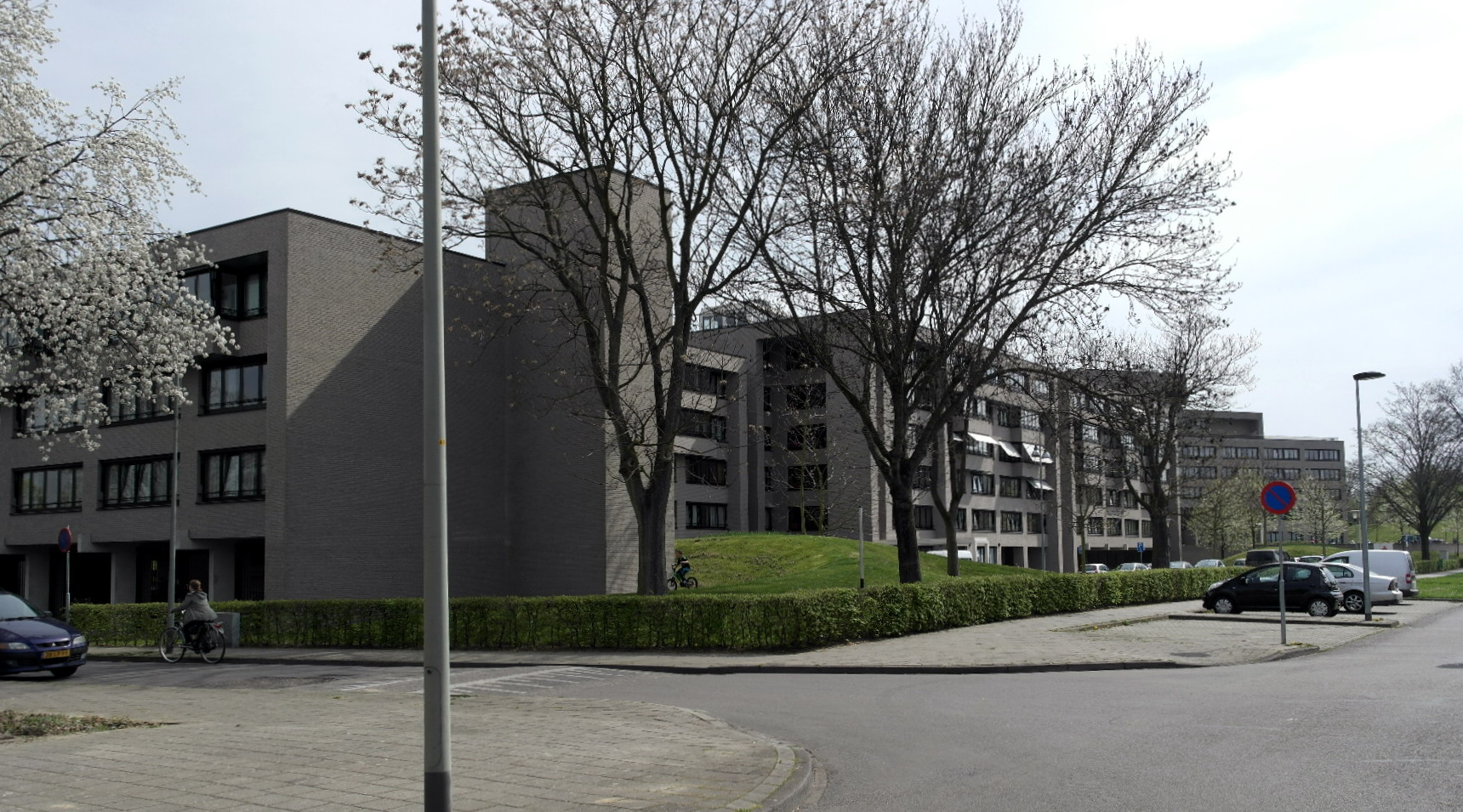
Scharwyerveld
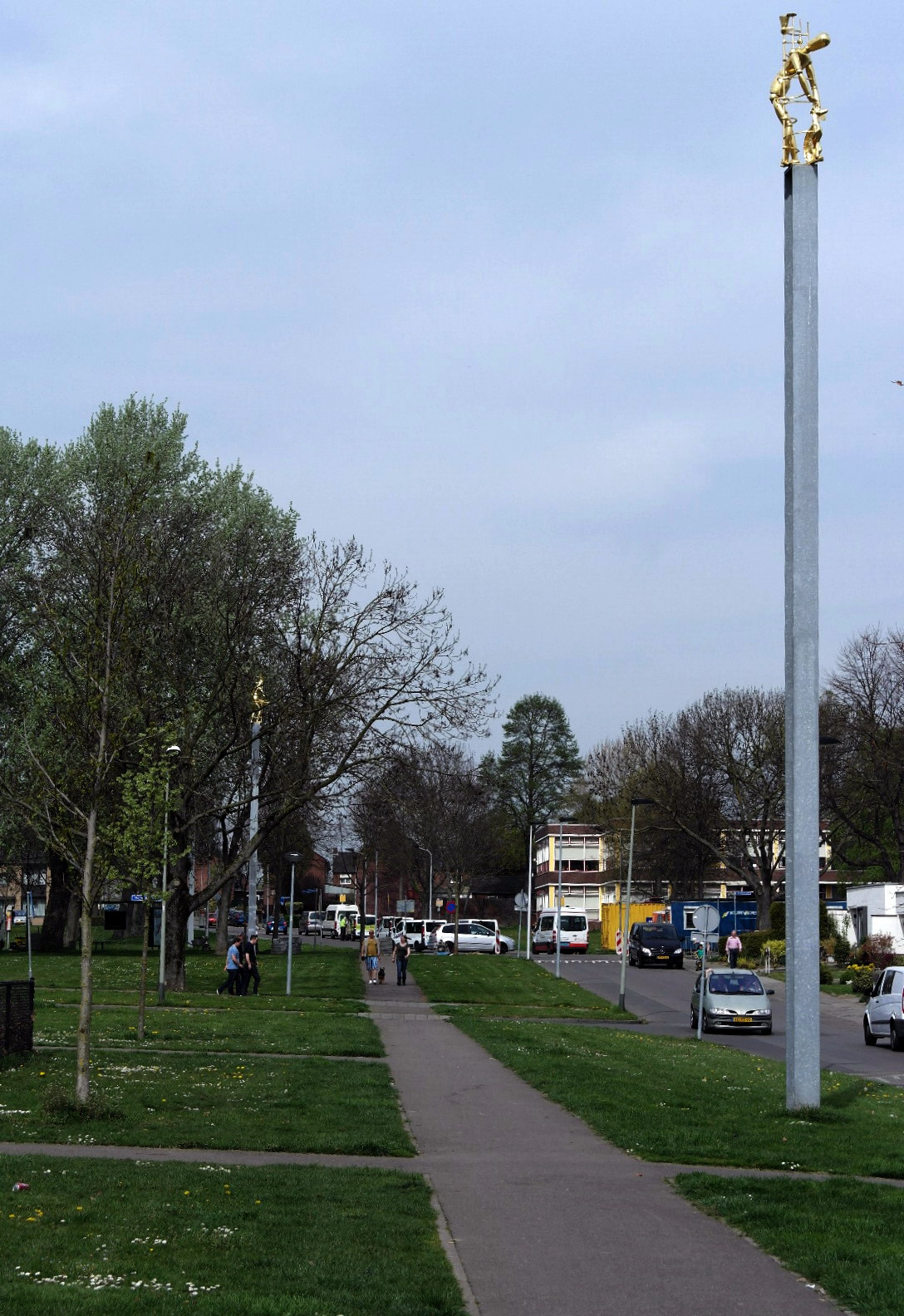
Kunst Bunderruwe